# Єгипетська система числення

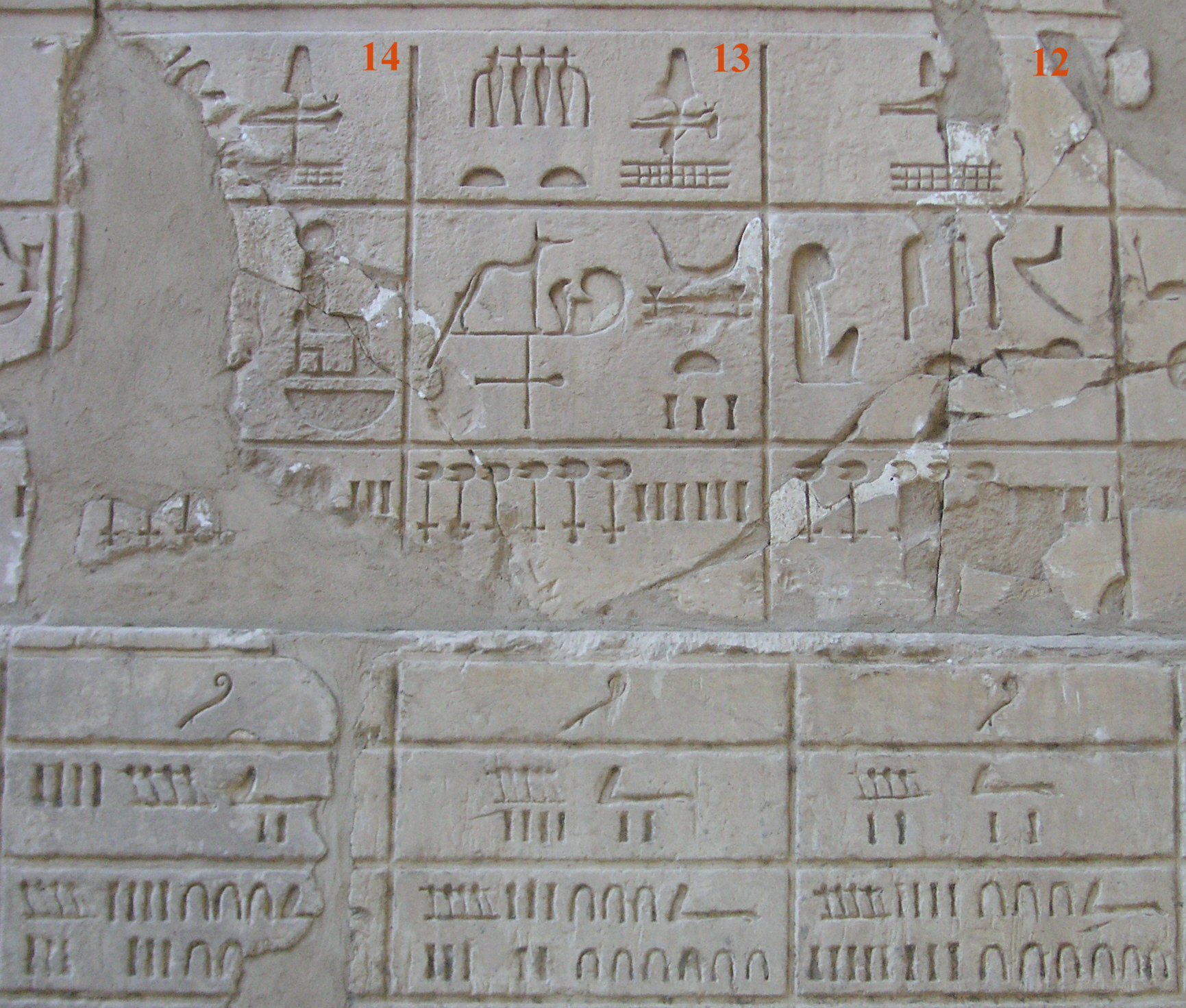
Числа на барельєфі з єгипетськими ієрогліфами

Єгипетська система числення — десяткова непозиційна система числення, яку використовували у Стародавньому Єгипті, починаючи з 3300 рр. до н. е. і до перших століть н. е. Для ієрогліфічного запису чисел використовували ієрогліфи, які позначали одиницю, десять, сто, тисячу, десять тисяч, сто тисяч, мільйон та десять мільйонів, і адитивний принцип запису чисел: решта чисел складалась з основних за допомогою додавання. В ієратичному письмі (пізніше і в демотичному письмі) використовували окремі знаки як для перших дев'яти чисел, так і для десятків, сотень та тисяч, які походять від ієрогліфічних зображень цих чисел.

## Цифри й числа
| Z1 |

| Z1 |

| V20 |

| V20 |

| V1 |

| V1 |

| M12 |

| M12 |

| D50 |

| D50 |

| I7 |

| I7 |

| I8 |

| I8 |

| C11 |

| C11 |

Для запису числа ієрогліфи одиниці, десятка, сотні тощо писали стільки разів, скільки в цьому числі одиниць у відповідних розрядах (старші розряди записували переважно праворуч).
Наприклад, число 4622 позначалося так:
| M12 | M12 | M12 | M12 |

| V1 | * | V1 | * | V1 | V1 | * | V1 | * | V1 |

| V20 | V20 | Z1 | Z1 |

| M12 | M12 | M12 | M12 |

| V1 | * | V1 | * | V1 | V1 | * | V1 | * | V1 |

| V20 | V20 | Z1 | Z1 |

Фіксованого напрямки запису чисел не існувало: вони могли записуватися справа наліво або зліва направо і навіть вертикально.
Наприклад: ієрогліфічний запис
  
та зворотний запис тих же ієрогліфів
  
позначали одне й теж число «12».

## Дроби
Будь-яке раціональне число записувалося лише як сума одиничних (аліквотних) дробів вигляду {\displaystyle {\frac {1}{n}}.}
Наприклад,
| {\displaystyle {\frac {3}{5}}={\frac {1}{2}}+{\frac {1}{10}}.} |

Для ієрогліфічного запису одиничного дробу використовувався ієрогліф «рот», який означив частину:
| D21 |

| D21 |

Наприклад:
| D21 · Z1 · Z1 · Z1 |

| D21 · Z1 · Z1 · Z1 |

| D21 · V20 |

| D21 · V20 |

Для дробів {\displaystyle {\frac {1}{2}}}, {\displaystyle {\frac {2}{3}}} (використовувся дуже часто) та {\displaystyle {\frac {1}{n}}} були спеціальні ієрогліфи:
| Aa13 |

| Aa13 |

| D22 |

| D22 |

| D23 |

| D23 |

На початку ХХ століття було висунуто гіпотезу, що для позначень дробів {\displaystyle {\tfrac {1}{2}},}{\displaystyle {\tfrac {1}{4}},},…,{\displaystyle {\tfrac {1}{64}},} використовували частини Ока Гора.

Але цю гіпотезу було спростовано.
| Око Гора. |

## Додавання та віднімання
Для знаків плюс та мінус використовувалися такі ієрогліфи:
| D54 |

| D54 |

| D55 |

| D55 |

.
Якщо нога була обернена в напрямку письма, це означало плюс, інакше — мінус.

## Назви єгипетських цифр та чисел
| Транслітерація Єгипетської мови                                              | Значення  | Коптська мова (Sahidic dialect) |
| ---------------------------------------------------------------------------- | --------- | ------------------------------- |
| * wiʕyaw [ w ˁ. w ] (чол.) * wiʕīyat [ w ˁ. t ] (жін.)                       | 1         | oua (чол.) ouei (жін.)          |
| * sínway [ sn.wy ] (Чол.) * síntay [ sn.ty ] (Жін.)                          | 2         | snau (чол.) snte (жін.)         |
| * ḫámtaw [ ḫmt.w ] (Чол.) * ḫámtat [ ḫmt.t ] (Жін.)                          | 3         | šomnt (чол.) šomte (жін.)       |
| * yAfdáw [ ỉfd.w ] (Чол.) * yAfdát [ ỉfd.t ] (Жін.)                          | 4         | ftoou (чол.) ftoe (жін.)        |
| * dīyaw [ dỉ.w ] (Чол.) * dīyat [ dỉ.t ] (Жін.)                              | 5         | tiou (чол.) tie (жін.)          |
| * yAssáw [ sỉs.w або ỉs.w (?)] (Чол.) * yAssát [ sỉs.t або ỉs. t (?)] (Жін.) | 6         | soou (чол.) soe (жін.)          |
| * sáfḫaw [ sfḫ.w ] (Чол.) * sáfḫat [ sfḫt ] (Жін.)                           | 7         | šašf (чол.) šašfe (жін.)        |
| * ḫAmānaw [ ḫmnw ] (Чол.) * ḫAmānat [ ḫmnt ] (Жін.)                          | 8         | šmoun (чол.) šmoune (жін.)      |
| * pAsīḏaw [ psḏw ] (Чол.) * pAsīḏat [ psḏt ] (Жін.)                          | 9         | psis (чол.) psite (жін.)        |
| * mūḏaw [ mḏw ] (Чол.) * mūḏat [ mḏt ] (Жін.)                                | 10        | mēt (чол.) mēte (жін.)          |
| * ḏubāʕatay [ ḏb ˁ. ty ]                                                     | 12        | jōt (чол.) jōti (жін.)          |
| * máʕbAʔ [ m ˁ b ȝ ] (Чол.) * máʕbAʔat [ m ˁ b ȝ. t ] (Жін.)                 | 13        | maab (чол.) maabe (жін.)        |
| * ḥAmí (?) [ ḥm.w ] (Чол.)                                                   | 14        | xme                             |
| * díywu [ dy.w ]                                                             | 15        | taeiou                          |
| * yAssáwyu [ sỉsy.w або ỉswy.w (?)]                                          | 16        | se                              |
| * safḫáwyu [ sfḫy.w ] (Чол.)                                                 | 17        | šfe                             |
| * ḫamanáwyu [ ḫmny.w ] (Чол.)                                                | 18        | xmene                           |
| * pAsiḏawyu [ psḏy.w ] (Чол.)                                                | 19        | pstaiou                         |
| * šáwat [ š.t ]                                                              | 100       | še                              |
| * šūtay [ š.ty ]                                                             | 200       | šēt                             |
| * ḫaʔ [ ḫ ȝ ]                                                                | 1 000     | šo                              |
| * ḏubaʕ [ ḏb ȝ ]                                                             | 10 000    | tba                             |
| [ hfn ]                                                                      | 100 000   |                                 |
| * ḥaḥ [ ḥḥ ]                                                                 | 1 000 000 | xax («велика кількість»)        |